# C69 i C77 Stock (Metro de Londres)
C69 i C77 Stock són uns trens del Metro de Londres que circulen per les línies Circle i Hammersmith & City i en un tram de la District.
Van ser construïdes a Birmingham per Metro-Cammell i lliurats en dos lots, conegut com el C69 (1969-70) (35 trens) i C77 (1978) (onze trens). El C77 Stock va ser comprat per a circular en un tram de District on no poden circular trens Stock D per la mida de les amplades de les andanes.